# Імперське міністерство праці

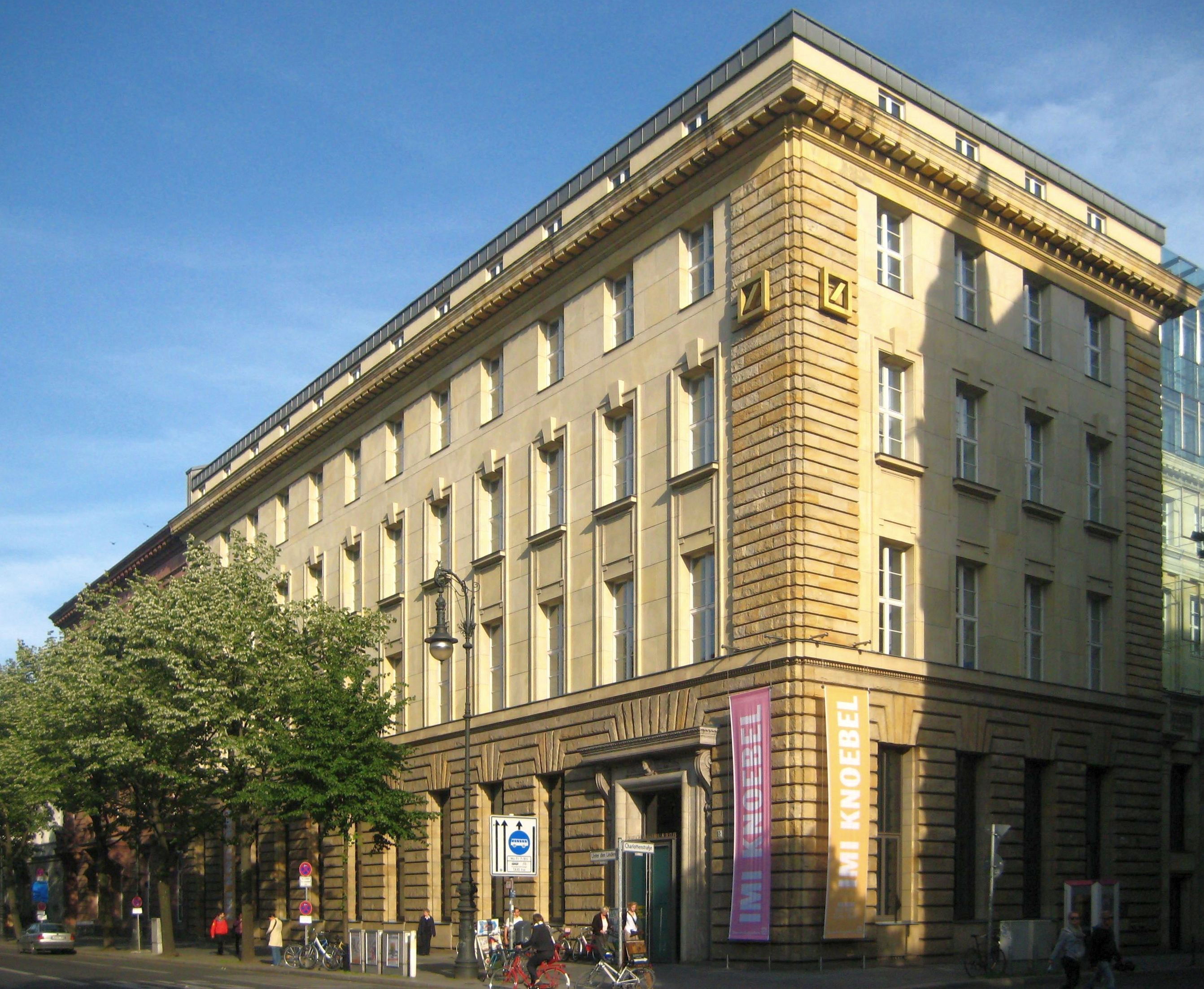
Будівля, в якій у 1934—1938 роках містилося Імперське міністерство праці.

Імпе́рське міністе́рство пра́ці (нім. Reichsarbeitsministerium) — центральна державна установа Німеччини, що існувала за часів Веймарської республіки і Третього Рейху.
Створене у 1919 році шляхом перетворення Національного бюро праці, яке існувало з 1918 року.
Міністерство займалося питаннями робочих, організацією громадських робіт, пенсійним забезпеченням, соціальними питаннями тощо.

## Міністри
| Ім'я, прізвище    | Дата вступу на посаду | Дата закінчення   | Політична партія |
| ----------------- | --------------------- | ----------------- | ---------------- |
| Густав Бауер      | 13 лютого 1919        | 20 червня 1919    | SPD              |
| Александер Шліке  | 21 червня 1919        | 21 червня 1920    | SPD              |
| Гейнріх Браунс    | 25 червня 1920        | 12 червня 1928    | Zentrum          |
| Рудольф Віссель   | 28 червня 1928        | 27 березня 1930   | SPD              |
| Адам Стегервальд  | 30 березня 1930       | 30 травня 1932    | Zentrum          |
| Герман Вармбольд  | 1 червня 1932         | 6 червня 1932     | безпартійний     |
| Гуго Шеффер       | 7 червня 1932         | 17 листопада 1932 | безпартійний     |
| Фрідріх Сіруп     | 3 грудня 1932         | 28 січня 1933     | безпартійний     |
| Франц Зельдте (1) | 30 січня 1933         | 30 квітня 1945    | DNVP, NSDAP      |
| Теодор Гупфауер   | 30 квітня 1945        | 1 травня 1945     | NSDAP            |
| Франц Зельдте (2) | 2 травня 1945         | 23 травня 1945    | NSDAP            |

## Державні секретарі міністерства
- Франц Еріх Каспар (1919).
- Герман Ґейб (1919—1932).
- Андреас Грісер (1932—1933).
- Йоганнес Крон (1933—1938).
- Фрідріх Сіруп (1938—1942).
- Ганс Енгель (1942—1945).